# 南北斗
南 北斗（みなみ ほくと、1998年7月2日 - ）は、日本の俳優。沖縄県出身。Ruby・sue所属。

## 人物
身長173センチメートル。血液型O型。
趣味は読書、映画鑑賞、辛いものを食べること。特技はサッカー、将棋。
若手発掘育成プロジェクト「私の卒業」3期生。

## 出演作品

### テレビドラマ
- 木ドラ25 / 電影少女 -VIDEO GIRL MAI 2019-（2019年、テレビ東京）
- 新春ドラマスペシャル / 教場II（2021年、フジテレビ）
- プレミアムドラマ / 今度生まれたら（2022年、NHK BSプレミアム） - 佐川和幸（青年期） 役
- 王様戦隊キングオージャー（2023年3月12日 - 2024年2月25日、テレビ朝日） - アッカ 役
- たとえあなたを忘れても（2023年10月22日 - 12月17日、朝日放送テレビ・テレビ朝日） - 山内和樹 役[4]

### テレビ番組
- キスマイ超BUSAIKU!?（2019年、フジテレビ）
- 逆転人生（2019年、NHK）

### 映画
- 殺さない彼と死なない彼女（2019年、KADOKAWA・ポニーキャニオン）
- 短編映画（2022年）
  - 「虹が開く」
  - 「純猥談」第4作「いつか回り回って恋人に戻れたら幸せです」 - 主演：彼
- 私の卒業〜あしたのわたしへ〜 第3期（2022年） - 萩原隆
- 貞子DX（2022年、KADOKAWA）
- 対話する世界（2022年）
- 東京リベンジャーズ2（2023年、ワーナー・ブラザース映画）
  - 血のハロウィン編 -運命-
  - 血のハロウィン編 -決戦-
- 映画 王様戦隊キングオージャー アドベンチャー・ヘブン（2023年、東映） - アッカ

### 舞台
- ⼥医レイカ（2020年）
- 東京印公演vol.18「げんせんじゃ〜!」〜宝や旅館〜（2020年）

### CM
- LINE 「koToro_ ［コトロ］」（2018年）
- MIXI・モンスターストライク 「こいつらまちがいない編編」（2019年）
- Uber Eats 「2倍届いて、2倍幸せ。編」（2019年）

### MV
- 野⽥恵美「そうでしょ-Boy Side-」「そうでしょ-Girl Side-」（2020年）
- silent sparkle「本音」（2023年）

### 雑誌
- 写真集「悪いおとこ」（2022年）
- 「Steenz」インタビュー記事「南北斗インタビュー! 第3期メンバーに聞いた「私の卒業」」（2022年、小学館）

### WEB
- 告ったり、フラれたり「あなたのそんなところが好きで、そんなところが嫌い」（2019年） - 声の出演
- 恋愛ドラマな恋がしたい（AbemaTV） - ほくと
  - 恋愛ドラマな恋がしたい〜Bang Ban Love〜（2020年）
  - Another kiss by 恋愛ドラマな恋がしたい（2021年）
- 埼玉県トラック協会短編WEBドラマ「はこぶひと」（2021年）
- まくらのキタムラ〜ありがとう篇〜（2022年）
- 「私の卒業」第3期ドキュメンタリー「Road to Graduation」（2022年）
- 結婚するって、本当ですか（2022年、Amazon Prime Video）

### イベント
- 「SUMMER STATION」ヒーローショー / 夏映画スペシャルイベント（2023年、テレビ朝日・六本木ヒルズ SUMMER STATION） - アッカ[5]

### その他
- 「AVIREX × MILKFED.」（2021年） - モデル